# Rafael Ávila Camacho
Rafael Ávila Camacho (Teziutlán, Puebla; 14 de diciembre de 1904-Ciudad de México, 20 de marzo de 1975) fue un militar y político mexicano, miembro del Partido Revolucionario Institucional. Fue gobernador de Puebla entre 1951 y 1957.
La familia Ávila Camacho es la única en México que en un mismo momento histórico, del 1 de diciembre de 1940 al 31 de enero de 1941, tres de sus integrantes ocuparon tres distintos niveles de gobierno: Manuel Ávila Camacho, presidente de la República; Maximino Ávila Camacho, gobernador del estado de Puebla; y Rafael, presidente municipal de la capital de poblana.

## Biografía
Nació en Teziutlán, Puebla, el 14 de diciembre de 1904 en el seno de una familia humilde, siendo el séptimo hijo de los nueve que tuvieron Manuel Ávila Castillo y Eufosina Camacho Bello.
En 1932 contrajo nupcias con Margarita Núñez Velarde, con quien tuvo dos hijos, Margarita y Rafael.

## Estudios
Inició sus estudios en la escuela Gustavo P. Mar, en la ciudad de Puebla, después se mudó a la capital de la República donde ingresó al Colegio Mexicano para después regresar a Puebla, donde realizó su preparatoria en la Escuela Preparatoria Presbiteriana y por instrucciones de su hermano mayor Maximino Ávila Camacho hizo solicitud para ingresar al Colegio Militar.
En febrero de 1922 inició su formación en la Escuela de Caballería del Colegio Militar, durante sus tres años cursó materias como: aritmética, gimnasia, herraduría, tiro de pistola, francés, historia militar, entre otras. Culminó sus estudios en diciembre de 1924.

## Carrera militar
Después de graduarse se incorporó el 1 de marzo de 1925 a las fuerzas del 38.º regimiento de caballería de Sayula, Jalisco, el cual estaba al mando de su hermano Manuel.
Durante la Guerra Cristera participó con su regimiento en varios enfrentamientos, se le conocen por lo menos 30 hechos de armas en lugares como Colima, Jalisco y Michoacán, donde destacó como jinete. En 1926 fue ascendido al grado de capitán segundo de caballería, gracias a la aprehensión de complotistas en la ciudad de Colima el 4 de septiembre.
En abril de 1928 se unió al 51.º regimiento de caballería con sede en León, Guanajuato, donde estuvo involucrado en más de 20 combates junto a su hermano Maximino, quien era el jefe del regimiento.
Gracias a su desempeño durante La Cristiada los tres hermanos Ávila Camacho fueron ascendidos en 1929, Maximino y Manuel pasaron a ser parte de la élite militar, mientras que Rafael obtuvo el grado de capitán primero.
En 1933 formó parte de la subsecretaría de Guerra y Marina, donde estuvo como ayudante del subsecretario, que era su hermano Manuel. El 1 de enero del año siguiente fue ascendido al grado de mayor de caballería y enviado a la Escuela Militar de Aplicación como ayudante de la Dirección General de Educación militar, puesto que, previa licencia en el ejército, dejó para iniciar su carrera política y contender por la representación poblana en la Cámara de Diputados, la cual consiguió y ejerció de agosto de 1934 a agosto de 1937.
En noviembre de 1948 regresó a la esfera militar, con el cargo de director del Colegio Militar, designado por el presidente Miguel Alemán Valdés.
Rafael devolvió la estructura original a los rangos de los militares ya que su antecesor, el General de Brigada Luis Alamillo Flores, había realizado un experimento cambiando el nombre de los rangos de los estudiantes. También modificó el plan de estudios y realizó una importante reestructuración administrativa.
En 1950, después de haber realizado un gran trabajo frente al Colegio Militar, solicitó una licencia para atender asuntos políticos en el estado de Puebla, lo que significó su regreso a la vida política.

## Carrera política
Los Ávila Camacho contaban con el apoyo del presidente Lázaro Cárdenas. Desde antes de su nombramiento como jefe del Ejecutivo Federal se apoyaban mutuamente, por lo que se generaron grandes lazos de confianza. Fue gracias a esta relación que logró ascender en su carrera política.
Durante 1934 y 1937 desempeñó el puesto de diputado. En 1936 Rafael se convirtió en el presidente del Bloque Nacional Revolucionario en la Cámara de Diputados, donde participó en la discusión de la Ley de Expropiación, y cuyo voto a favor fue fundamental para el cardenismo.
Al terminar su licencia en 1937, y con ella su papel como diputado, solicitó una nueva licencia al ejército, pero en esta ocasión para poder participar en las elecciones por la alcaldía de Puebla como representante del Partido de la Revolución Mexicana (PRM). Dichas elecciones las ganó con facilidad gracias al buen trabajo que estaba haciendo su hermano Maximino en el gobierno de Puebla.
Su mandato inició en 1939 y concluyó en 1941. Durante esos años, implementó muchas medidas que beneficiaron a los ciudadanos, entre las cuales se encuentran las siguientes: impulsó la reforestación, así como el abastecimiento de agua potable; integró la patrulla motorizada, mejoró parques y jardines y se construyeron nuevos mercados; asimismo, se incrementó el alumbrado público, se crearon nuevas escuelas y realizó los pagos de los salarios en tiempo y forma, cosa que resultaba extraña durante la época debido a los vaivenes políticos y al desorden que existía.
Durante la presidencia de su hermano Manuel, estuvo en la Secretaría de la Economía Nacional. Posteriormente, tras la muerte de su otro hermano, Maximino, en 1945, fue nombrado subsecretario de Comunicaciones y Obras Públicas, donde siguió con el trabajo que el fallecido estaba realizando.
Días antes de finalizar con su periodo presidencial, Manuel le concedió a Rafael el ascenso de general Brigadier, por lo que en 1946 regresó al ejército donde permaneció hasta 1948, cuando el siguiente presidente, Miguel Alemán lo designó como director del Colegio Militar.
Posteriormente, gracias a su buen gobierno como alcalde de Puebla, durante las elecciones para ser Gobernador del estado obtuvo un muy buen recibimiento por parte del electorado, lo que le sirvió para obtener la victoria en la jornada electoral y rendir protesta como Gobernador de Puebla el 1 de febrero de 1951.
Una de las principales medidas que llevó a cabo fue la depuración de la policía de la capital. Para alcanzar este objetivo, estableció nuevos requisitos para las vacantes que habían quedado, mejoró los salarios para que los policías valoraran su empleo y entregó recursos para la compra de equipamiento necesario.
Se enfocó en la infraestructura hidráulica, como lo había hecho en sus tiempos de alcalde, con la perforación de nuevos pozos, obras de captación de agua potable, ampliación del drenaje y distribución de agua potable en todos los rincones del estado.
Su principal preocupación fue el desarrollo educativo del estado. Durante su gobierno se impulsó la educación pública al construir escuelas para todos los niveles educativos. De igual forma, consideró que Puebla necesitaba ponerse a la vanguardia de la enseñanza, para lo que introdujo el Sistema de Centros Escolares, en los que se contaba con jardín de niños, primaria diurna y nocturna, secundaria, talleres de oficios y preparatoria. Legó 32 unidades escolares. Asimismo, en 1956 concedió la autonomía a la Universidad de Puebla, hoy Benemérita Universidad Autónoma de Puebla.
Después de seis años de gobernador, el estado progresó en todos los sentidos. Al terminar su mandato prácticamente se retiró de la política aunque continuó prestando servicios de asesoría a los Presidentes de la República, desde Adolfo López Mateos hasta Luis Echeverría Álvarez.

## Muerte
El 12 de marzo de 1975 fue internado en el hospital ABC de la avenida Observatorio, después de sufrir un infarto al corazón, por lo que permaneció internado en el hospital, pero ocho días después sufrió otro infarto cardiaco, el cual ya no pudo superar, y murió el 20 de marzo de 1975 en la Ciudad de México.